# 자체

소문자 a를 가리키는 다양한 자체

자체(字體), 자형(字形)은 글자의 모양을 가리킨다. 자체는 하나 이상의 자소로 이루어진다. 글리프(glyph)라는 개념은 자체의 문자 코드에서 뜻과 소리를 지니지 않은 도형 기호(구두점, 괄호, 공백 등)의 추상화를 포함한다.

## 고고학
고고학에서 글리프는 새겨진 상징물을 뜻한다. 음절 문자, 표어 문자와 같은 문자 체계에 속하는 픽토그램, 표의 문자가 이에 속한다.

## 타이포그래피
타이포그래피에서 말하는 자체의 정의는 조금 다른데, 여기서는 "문자의 구체적인 모양, 디자인, 표현"을 가리킨다. 특정한 글꼴, 자소 따위의 기록 언어의 요소에서의 특정한 그래픽 표현을 가리킨다.

## 같이 보기
- 상형 문자
- 타이포그래피
- 글꼴
- 문자 인코딩
- 문자 (컴퓨팅)